# Roggliswil
Roggliswil es una comuna suiza del cantón de Lucerna, situada en el distrito de Willisau. Rodeada al oeste, norte y este por la comuna de Pfaffnau, además limita al sur con las comunas de Grossdietwil y Altbüron.

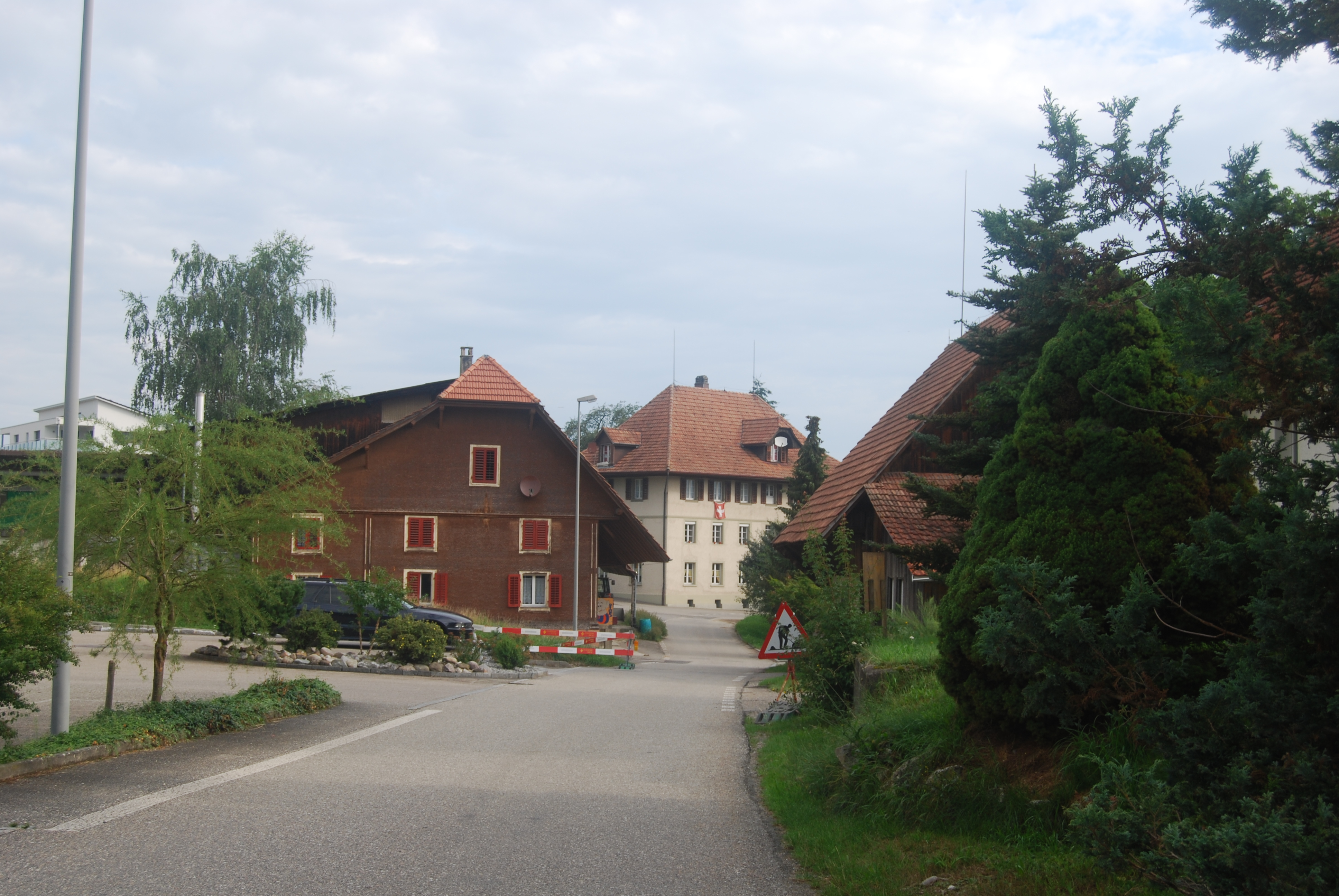
Roggliswil